# Garcinia cubensis
Garcinia cubensis là một loài thực vật có hoa trong họ Bứa. Loài này được (Borhidi) Borhidi mô tả khoa học đầu tiên năm 1980.